# V-3 캐넌

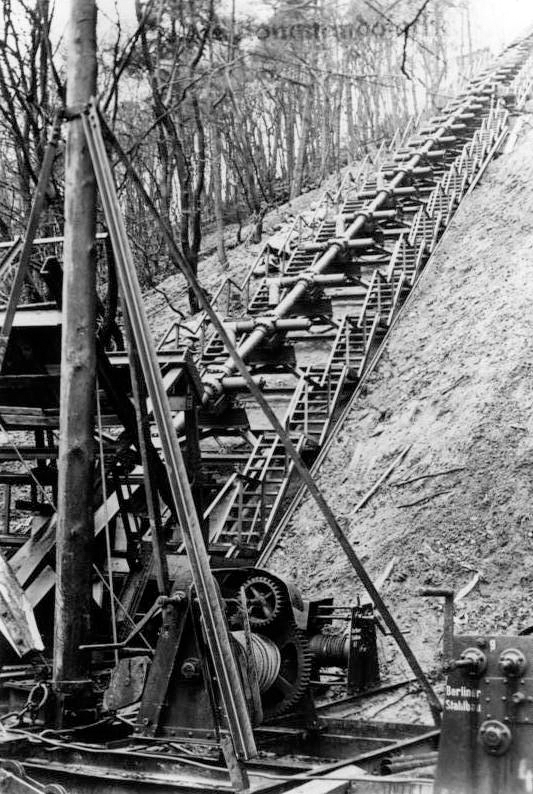
1942년 라트치히(현재는 폴란드령)에서 촬영된 V-3 캐넌의 프로토타입.

보복무기 3호(독일어: Vergeltungswaffe 3; V-3 베르겔퉁스바페 드라이; 파우 드라이[*])는 제2차 세계대전 때 독일 크루프에서 만든 거포다. 단일 포신에 다수의 약실들이 연결되어 탄자가 약실을 지나갈 때마다 폭발을 일으켜 그때마다 가속을 더해 다단계 추진을 하는 구조로 되어 있다.
프랑스 북부 파드칼레주의 거대한 엄폐호 내부에 설치되어 런던을 직접 포격하기 위해 계획되었다. 완공되었다면 가공할 전략무기가 되었겠지만 건설 도중에 연합군의 폭격을 받아 파괴된다. 이와 유사한 대포가 1944년 12월에서 1945년 2월에 걸쳐 룩셈부르크 포격에 동원된 바 있다.
V-3는 호흐드룽크품페(독일어: Hochdruckpumpe; HDP)라는 암호명으로 불렸는데, 직역하면 "고압펌프"라는 뜻이다. 포신 길이는 130 미터, 포구 구경은 15 센티미터였다.

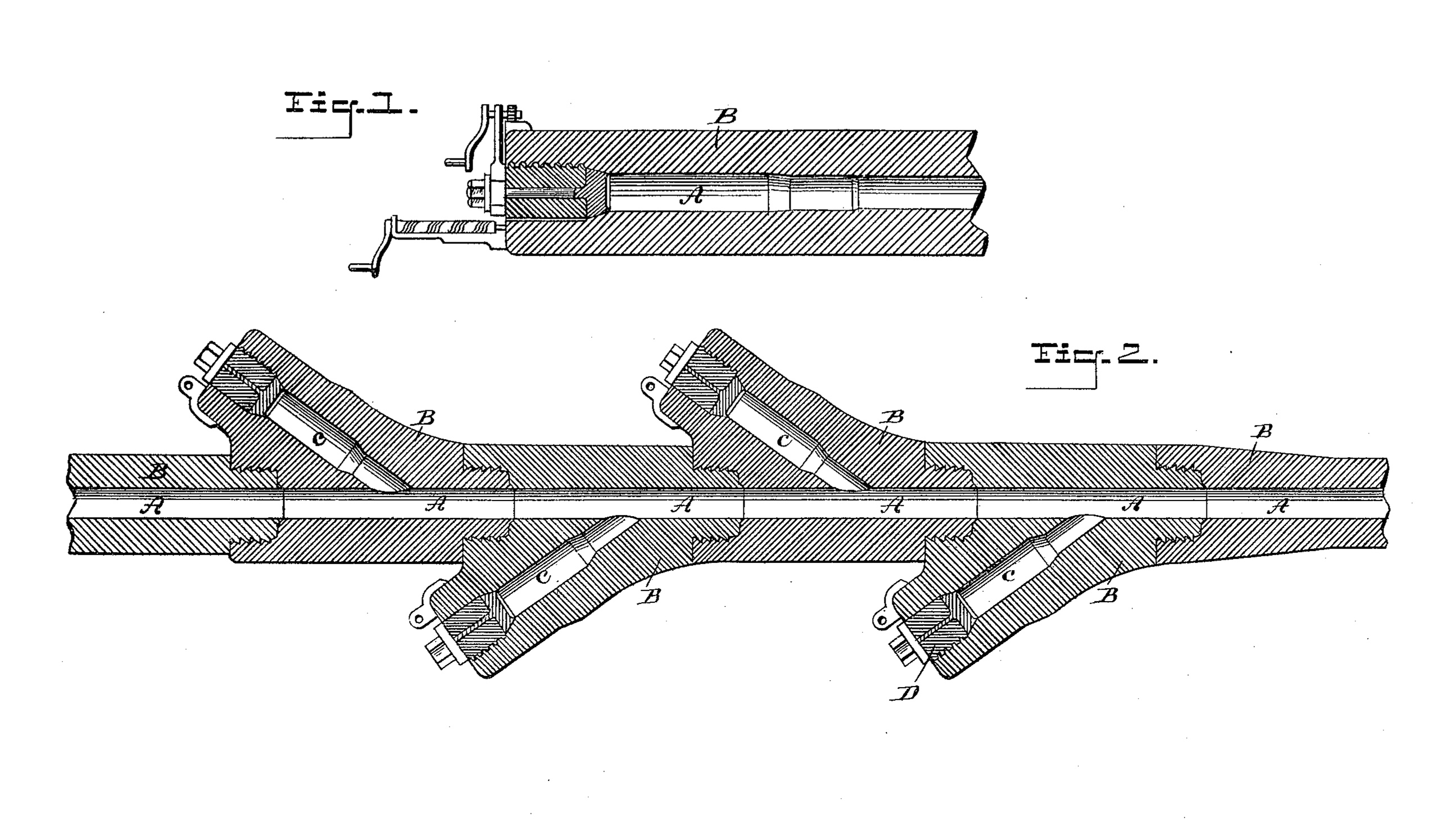
V-3의 작동원리

## 같이 보기
- 레일건